# Abdullah al-Ashaal
Abdullah al-Ashaal (Ash Sharqiyah, 1945) is een Egyptisch diplomaat, islamitisch denker en rechtsgeleerde.
Al-Ashaal begon zijn loopbaan als diplomaat en is tegenwoordig hoogleraar rechtsgeleerdheid aan de Universiteit van Caïro. Hij publiceerde veel over dit terrein en over politiek en religie. Hij kandideerde zich zonder succes voor de presidentsverkiezingen van 2012. In 2013 werd hij benoemd tot secretaris-generaal van de Nationale Raad voor de Mensenrechten (NCHR).

## Biografie
El-Ashaal werd geboren in het dorp Harbit in Ash Sharqiyah. Hij voltooide zijn studie in economie en politicologie aan de Universiteit van Caïro. Hij volgde daarna studie aan de Universiteit van Alexandrië, waar hij promoveerde tot doctor in internationaal recht. Hij behaalde ook nog andere diploma's en certificaten aan academische instellingen in binnen- en buitenland. Hij publiceerde 66 boeken op het gebied van rechtsgeleerdheid, politiek en religie. Zijn werk over politicologie en internationaal recht werd vertaald in diverse talen.
Vanaf 1968 werkte hij in verschillende functies voor het Ministerie van Buitenlandse zaken, waaronder als voorzitter van de commissie voor strategische planning, maar ook op missies in Bahrein, Griekenland, Jeddah, Nigeria en Riyad. Tegenwoordig is hij hoogleraar rechtsgeleerdheid aan de Universiteit van Caïro.
Tijdens de regering van Hosni Moebarak had Al-Ashaal veel kritiek op het Israël-beleid van Moebarak, dat naar zijn mening een immens effect had op de Palestijnse kwestie. Na de Egyptische Revolutie kandideerde hij zich voor de presidentsverkiezingen in 2012, maar eindigde onderaan de lijst met 0,05% van de stemmen in de eerste ronde. De leider van de Moslimbroederschap, Morsi, won deze verkiezingen.
Begin 2013 werd hij benoemd tot secretaris-generaal voor de Nationale Raad voor de Mensenrechten (NCHR). In juli 2013, een maand nadat het leger president Morsi had afgezet en afrekende met diens aanhangers, waarschuwde Al-Ashaal generaal Sisi dat hij met het land op een burgeroorlog afstevende.